# Хелково
Хелково (пол. Chełkowo) — село в Польщі, у гміні Сміґель Косцянського повіту Великопольського воєводства.
Населення — 104 особи (2011).
У 1975-1998 роках село належало до Лешненського воєводства.

## Демографія
Демографічна структура станом на 31 березня 2011 року:
|          | Загалом | Допрацездатний вік | Працездатний вік | Постпрацездатний вік |
| -------- | ------- | ------------------ | ---------------- | -------------------- |
| Чоловіки | 54      | 9                  | 36               | 9                    |
| Жінки    | 50      | 8                  | 29               | 13                   |
| Разом    | 104     | 17                 | 65               | 22                   |